# Nepenthes masoalensis
Nepenthes masoalensis este o specie de plante carnivore din genul Nepenthes, familia Nepenthaceae, ordinul Caryophyllales, descrisă de Schmid-hollinger. Conform Catalogue of Life specia Nepenthes masoalensis nu are subspecii cunoscute.